# Auditorium Niccolò Paganini
L'Auditorium Niccolò Paganini è situato nella città di Parma ed è dedicato al Maestro Niccolò Paganini, che a Parma venne chiamato dalla Duchessa Maria Luisa per dirigere l'attività in seno all'Orchestra ducale. Ogni anno vi viene organizzata la stagione concertistica del Teatro Regio. Anche la Filarmonica Arturo Toscanini usufruisce dell'Auditorium Paganini per la propria attività concertistica.
Nel mese di settembre per tutte le quattro domeniche alle ore 11:00, si svolge la "Festa delle bande militari", mentre in quello di ottobre si svolge la rassegna, "Festa delle Bande civiche", alle quali nel 2009 ha partecipato il Corpo bandistico municipale Giuseppe Verdi di Parma, esibendosi in due concerti, di cui uno per la festa di chiusura del "Festival Verdi". Dal 2013 ospita la tradizionale cerimonia di consegna dei premi Sant'Ilario che si svolge il 13 gennaio di ogni anno, in occasione del giorno del patrono della città.

## L'edificio
L'Auditorium è nato da un progetto dell'architetto Renzo Piano, che ha permesso il recupero delle precedenti strutture industriali dello zuccherificio Eridania, nel rispetto della morfologia dell'edificio esistente. La ristrutturazione ha posto grande attenzione all'acustica, all'illuminazione e all'estetica. L'Auditorium è oggi una struttura di grande pregio estetico e funzionale, immersa nel verde del Parco Eridania, a pochissima distanza dal centro storico e consiste in una grande sala dalla capienza di 780 persone.